# Dolní Dvory
Dolní Dvory (německy Unter Schön) jsou část města Cheb ve stejnojmenném okrese v Karlovarském kraji. Nachází se na východě Chebu, zhruba 3,5 kilometru od centra města. Prochází zde silnice II/606. Dolní Dvory jsou také název katastrálního území o rozloze 3,05 km².

## Historie
První písemná zmínka o vesnici pochází z roku 1269.

## Obyvatelstvo
Při sčítání lidu v roce 1921 zde žilo 83 obyvatel, z nichž bylo 78 Němců a pět cizinců. K římskokatolické církvi se hlásilo 81 obyvatel, k evangelické dva obyvatelé.
| Rok            | 1869 | 1880 | 1890 | 1900 | 1910 | 1921 | 1930 | 1950 | 1961 | 1970 | 1980 | 1991 | 2001 | 2011 | 2021 |
| -------------- | ---- | ---- | ---- | ---- | ---- | ---- | ---- | ---- | ---- | ---- | ---- | ---- | ---- | ---- | ---- |
| Počet obyvatel | 119  | 100  | 88   | 77   | 103  | 83   | 77   | 26   | 125  | 118  | 106  | 81   | 77   | 63   | 49   |
| Počet domů     | 10   | 11   | 12   | 11   | 10   | 10   | 11   | 10   | -    | 13   | 14   | 14   | 12   | 14   | 13   |

## Obecní správa
Při sčítání lidu v letech 1850–1950 Dolní Dvory byly osadou obce Maškov v okrese Cheb. Od roku 1951 je částí města Cheb ve stejnojmenném okrese.

## Pamětihodnosti
- Boží muka z roku 1689[9]